# 포두면
포두면(浦頭面)은 대한민국 전라남도 고흥군의 면이다.

## 개요
포두면은 고흥군의 동남부에 위치하며, 군내 최고 면적이다. 관할면적이 112.24 km2에 12개리 46개마을 3,000여세대, 7,000여명의 주민이 거주하고 있다. 해창만 보고의 광활한 경지면적 외에도 청정해역과 연결된 어촌 마을이 많아 산업구조가 주로 농업과 어업의 1차산업이 약 90%를 차지하고 있다. 쌀 농사를 기반으로 원예와 축산 등 복합영농 활발하게 이뤄지고 있다.

## 하위 행정 구역
| 법정리 | 한자명 | 행정리                               | 비고 |
| ------ | ------ | ------------------------------------ | ---- |
| 남성리 | 南星里 | 익금, 남성                           |      |
| 옥강리 | 玉崗里 | 우산, 내초, 외초, 정암, 봉암         |      |
| 차동리 | 車洞里 | 내산, 외산, 신촌                     |      |
| 세동리 | 細洞里 | 원세동, 장촌, 양지, 미후             |      |
| 길두리 | 吉頭里 | 봉덕, 덕촌, 안동, 전동, 후동, 신흥동 |      |
| 상대리 | 上大里 | 원상대, 삼정, 장자, 상백, 하백       |      |
| 봉림리 | 鳳林里 | 봉림, 발산, 신기, 척지, 금사         |      |
| 장수리 | 長水里 | 연등, 장수                           |      |
| 상포리 | 上浦里 | 평촌, 중흥, 자연동                   |      |
| 남촌리 | 南村里 | 원남촌, 당산                         |      |
| 송산리 | 松山里 | 동촌, 신월, 서촌, 동산, 만화         |      |
| 오취리 | 梧翠里 | 상오, 신오, 오취, 달성               |      |
| 12개리 |        | 46행정리                             |      |

## 교육
- 포두초등학교
- 포두중학교